# Lolle Klaas Okma
Lolle Klaas Okma (Heeg, 5 augustus 1876 - Amsterdam, 29 april 1936) was een Nederlands burgemeester.

## Leven en werk
Okma was een zoon van veehouder en politicus Ruurd Klazes Okma (1839-1915) en Trijntje Douwes Douma (1842-1862). Hij trouwde met Alida Bakhuizen (1879-1955).
Okma studeerde rechten en was na zijn studie aanvankelijk advocaat in Sneek, geassocieerd met zijn broer. Hij was lid van de Anti-Revolutionaire Partij. In 1913 werd hij benoemd tot burgemeester van Franeker. Aansluitend vervulde hij dit ambt in Wonseradeel en Kampen. Okma had verscheidene nevenfuncties.
Okma overleed in de Valeriuskliniek in Amsterdam, waar hij enige dagen daarvoor was opgenomen. Hij werd begraven in IJsselmuiden. Op zijn graf staat een monument met daarop zijn portret op een plaquette, aangeboden door de Kamper ijsclub T.O.G., waarvan Okma erevoorzitter was.